# Climatologia a Catalunya el 2012
La climatologia a Catalunya el 2012 va resultar càlida a pràcticament tot el país, especialment a la Catalunya Central i al Prepirineu. D'altra banda, la precipitació acumulada ha estat inferior a la mitjana climàtica a gran part del territori, sobretot a les comarques del nord-est. Com a excepció, ha resultat un any fins i tot plujós a l'extrem nord del Pallars Sobirà.

## Resum
L'anomalia de temperatura del 2012 (diferència respecte de la mitjana climàtica del període 1961-90) ha estat propera o inferior a +1,0 °C a la majoria de comarques, de manera que cal parlar d'un any càlid, però amb anomalies moderades. Les més importants, superiors a +1,0 °C, s'han enregistrat en zones elevades del Prepirineu, Catalunya Central i, fins i tot, del prelitoral, a més a més del centre de la ciutat de Barcelona. En canvi, la temperatura mitjana ha estat molt semblant a la climàtica a bona part del Pirineu, a la Costa Brava, en algunes zones de la depressió Central i en punts aïllats del litoral i prelitoral. Pluviomètricament, ha estat un any sec a la majoria de comarques, amb dèficits més importants a les comarques del nord-est del país, així com al nord del Pallars Jussà, a l'extrem oriental del delta de l'Ebre i en alguns sectors de la Catalunya Central i del prelitoral central. En canvi, la precipitació acumulada ha resultat propera a la mitjana climàtica a l'extrem occidental de les comarques de ponent, al nord del Baix Camp, al massís del Garraf, al centre del Berguedà i a les parts més altes del Pirineu occidental.
L'evolució mensual de la temperatura i la precipitació mostra que al llarg de l'any han sovintejat els mesos càlids a gran part del país, tant durant la primera meitat de l'any (gener, març, maig i juny) com durant la segona, amb un agost molt càlid i tres mesos càlids consecutius a l'octubre, novembre i desembre. D'altra banda, també es van produir mesos aïllats que van resultar freds (febrer, abril i juliol), mentre que el setembre es va enregistrar una temperatura molt semblant a la mitjana climàtica. Pel que fa a la precipitació, només hi ha hagut dos mesos (abril i octubre) plujosos o molt plujosos a pràcticament tot Catalunya. Contràriament, gener, febrer i desembre van ser molt secs a pràcticament tot el país, mentre que maig, juny i agost van ser secs en conjunt. Finalment, el comportament de la precipitació va ser molt irregular els mesos de març, juliol, setembre i novembre.

## Episodis destacats
1. Nevada al Pirineu del 27 al 29 de gener, amb gruixos de més de 50 cm de neu nova al vessant nord.[1]
2. Onada de fred entre el 2 i el 15 de febrer, amb glaçades generalitzades, ventades fortes i neu dèbil a cotes baixes els dies 2 i 5. A l'alta muntanya s'assoleix la temperatura més baixa des del 1985.[1]
3. Precipitació generalitzada del 20 al 22 de març, amb quantitats superiors als 100 mm a punts del Pirineu i del prelitoral. A les cotes altes del Pirineu s'acumulen entre 50 i 100 cm de neu nova.[1]
4. Primera calorada important entre el 25 i el 30 de juny, amb màximes properes als 40 °C a l'interior.[1]
5. Una forta pedregada a ponent la tarda del 5 de juliol deixa pedres de més de 5 cm de diàmetre.[1]
6. Al mes d'agost es produeixen les principals calorades de l'any, amb registres de més de 40 °C a punts de l'interior i del prelitoral. El dia 18 és el més càlid almenys dels darrers 15 anys a l'alta muntanya.[1]
7. Del 18 al 22 d'octubre es produeix el principal episodi de precipitació de l'any, amb acumulacions superiors als 200 mm al Pirineu occidental i al massís del Port.[1]
8. El 25 d'octubre s'enregistren fins a més de 150 mm en 24 hores a punts del Baix Camp.[1]
9. Forta ventada i glaçades nocturnes a l'interior i punts del prelitoral entre el 27 i el 30 d'octubre.[1]
10. Entre el 16 i el 18 de novembre s'acumulen més de 100 mm a l'extrem sud del país.[1]

## Temperatura
Tot i que el 2012 ha estat un any càlid a gran part del país, les anomalies han estat més moderades que les de l'any 2011, que havia estat un dels més càlids enregistrats a Catalunya, juntament amb els recents 2009, 2006 i 2003.
Pel que fa als valors més elevats, la temperatura mitjana anual ha superat els 16 °C als indrets típicament més càlids del país, com són el centre i sud de la franja litoral, així com les parts més baixes de la Ribera d'Ebre. Tal com és habitual, la temperatura mitjana anual més alta de totes les estacions de la XEMA ha estat la de Barcelona – el Raval. Aquest fet es pot atribuir a l'elevada temperatura nocturna que provoca l'illa de calor urbana.
Pel que fa a les zones amb una temperatura mitjana més baixa, ha estat inferior als 10 °C al Pirineu i a les parts més altes del Montseny i del massís del Port, a l'extrem sud del Principat. Per trobar una
temperatura mitjana inferior als 5 °C cal anar fins a les cotes més altes del Pirineu, per damunt d'uns 2.100 metres, aproximadament.
Respecte de la mitjana climàtica del període 1961-90, l'anomalia de temperatura de l'any 2012 ha estat propera o inferior a +1,0 °C a la majoria de comarques, de manera que cal parlar d'un any càlid, però amb anomalies moderades. Les més importants, superiors a +1,0 °C, s'han enregistrat en zones elevades del Prepirineu, Catalunya Central i, fins i tot, del prelitoral, a més a més del centre de la ciutat de Barcelona.
En canvi, la temperatura mitjana ha estat molt semblant a la mitjana climàtica a bona part del Pirineu, a la Costa Brava, en algunes zones de la depressió Central i en punts aïllats del litoral i prelitoral. En aquests sectors s'han enregistrat lleugeres anomalies positives o negatives, inferiors a 0,5 °C.

### Episodis de fred
Pel que fa als episodis de temperatura més baixa enregistrats durant l'any 2012, cal remarcar gairebé exclusivament l'onada de fred que va afectar el Principat durant la primera quinzena del mes de febrer, quan es van produir diverses invasions d'aire siberià, que van comportar l'arribada d'aire molt fred procedent del nord-est del continent, amb vent fort a molts sectors del país. L'arribada d'aire més fred a les zones de muntanya es va produir entre els dies 3 i 4, de manera que va ser llavors quan es va enregistrar la temperatura més baixa a les zones elevades del Pirineu, Prepirineu i la serralada Prelitoral. Probablement, cal anar fins al gener de 1985 per trobar temperatures més baixes en aquests sectors del país.
En canvi, a les fondalades i planes de l'interior, així com a molts punts del litoral i prelitoral, la temperatura mínima de l'episodi no es va assolir fins que va afluixar el vent, especialment les matinades
dels dies 4, 5, 12 i 13. De totes maneres, si bé en alguns punts localitzats del litoral, prelitoral i interior es va enregistrar la temperatura més baixa almenys dels darrers 20 anys, aquesta no va ser la norma.
En general, tot i que l'onada d'aire fred de la primera quinzena de febrer va ser important i, sobretot, persistent, moltes nits van ser ventoses a bona part del país, fet que provocava una sensació de fred molt acusada però impedia la baixada de la temperatura fins a valors rècord. Llevat de les zones altes del Pirineu, Prepirineu i Prelitoral, a bona part de Catalunya es van enregistrar temperatures mínimes inferiors durant el gener de 2005 o bé el desembre de 2001, quan les glaçades van ser molt més remarcables a les comarques de ponent i, en general, a bona part de l'interior.
Per valorar correctament l'excepcionalitat de l'episodi, cal tenir en compte la seva persistència, atès que la temperatura es va mantenir en valors molt inferiors a les mitjanes climàtiques d'aquesta època de l'any durant més de dues setmanes, ja que es van encadenar diverses entrades d'aire fred pràcticament sense pausa. La situació sinòptica anomenada de tipus siberià, amb advecció d'aire fred provinent del nord-est, es va observar durant 11 dies el mes de febrer. Per trobar hiverns en què s'hagi observat un nombre de mitjans de la dècada dels 80. Per trobar un hivern amb un nombre més gran de dies amb aquesta situació sinòptica probablement calgui retrocedir fins a mitjans dels anys 60.
Considerant només les estacions de la XEMA que tenen almenys 10 anys de dades (125 estacions repartides per tot el país), 27 d'elles han igualat o superat la temperatura més baixa de tota la seva sèrie al llarg del 2012 (en tots els casos, durant l'onada d'aire fred del 2 al 15 de febrer). Això ha succeït sobretot a les estacions situades en zones elevades del Pirineu i Prepirineu, on l'entrada d'aire fred dels dies 3 i 4 va provocar la temperatura més baixa almenys dels darrers 15 anys dies comparable amb aquest tipus de situació sinòptica caldria anar fins a l'any 2005 i anteriorment fins a mitjans de la dècada dels 80. Per trobar un hivern amb un nombre més gran de dies amb aquesta situació sinòptica probablement calgui retrocedir fins a mitjans dels anys 60.
Considerant només les estacions de la XEMA que tenen almenys 10 anys de dades (125 estacions repartides per tot el país), 27 d'elles han igualat o superat la temperatura més baixa de tota la seva sèrie al llarg del 2012 (en tots els casos, durant l'onada d'aire fred del 2 al 15 de febrer). Això ha succeït sobretot a les estacions situades en zones elevades del Pirineu i Prepirineu, on l'entrada d'aire fred dels dies 3 i 4 va provocar la temperatura més baixa almenys dels darrers 15 anys. La taula 5 mostra la temperatura mínima absoluta de l'any, la data d'inici de la sèrie, l'anterior temperatura més baixa de la sèrie i la data en què es va assolir.
A banda de l'onada de fred del 2 al 15 de febrer, la resta de fredorades del 2012 han estat molt menys remarcables, com ho demostra el fet que la temperatura mínima de l'any es va produir durant l'episodi esmentat a totes les estacions de la XEMA llevat a una, l'Aldea (el Baix Ebre), on la mínima anual es va assolir durant el mes de gener.

### Glaçades
Al llarg de l'any 2012 s'ha enregistrat un nombre de dies de glaçada elevat a Catalunya, especialment en comparació amb l'any anterior, el 2011, en què el nombre de dies de glaçada havia estat clarament inferior al normal. El fet que el mes de febrer fos fred o molt fred arreu del país, amb glaçades que van afectar totes les comarques durant la primera quinzena, explica bona part d'aquesta característica.
Tot i que la resta de mesos hivernals no van ser especialment freds, la temperatura es va mantenir en valors semblants a la mitjana climàtica en alguns sectors del país, amb inversió tèrmica i glaçades freqüents a les fondalades, sobretot durant el mes de gener. Cal subratllar que en alguns indrets de l'interior especialment freds, com és el cas d'Oliola (la Noguera), va glaçar-hi tots els dies de gener i febrer, sense excepció, un fet que no es va produir en cap altre punt del país, ni tan sols a les àrees d'alta muntanya.
Pel que fa a la durada del període de glaçades, tot i que al març encara van ser freqüents a molts sectors de l'interior, a l'abril les glaçades ja només van ser habituals al Pirineu i només es van presentar en zones baixes de l'interior de manera molt puntual. Finalment, al mes de maig només es van enregistrar glaçades a les parts més elevades del país i a la Cerdanya. Després del període d'absència de glaçades dels mesos estiuencs, aquestes van reaparèixer alguns dies de setembre a les cotes altes del Pirineu, mentre que a final d'octubre ja es van enregistrar alguns dies de glaçada a l'interior, a gran part del prelitoral i molt puntualment a la Costa Brava. Finalment, al llarg del novembre i desembre el nombre de dies de glaçada va ser inferior al normal a gran part del país.
En el conjunt de l'any, al llarg del 2012 va arribar a glaçar diversos dies arreu del país, a excepció del centre de la ciutat de Barcelona, on l'illa de calor urbana impedeix notablement el refredament nocturn. En aquest cas, l'EMA de Barcelona –el Raval va enregistrar una temperatura mínima anual lleugerament positiva (0,6 °C el 4 de febrer). Es tracta del valor més baix de tota la seva sèrie, ja que aquesta estació, instal·lada l'octubre de 2006, encara no ha enregistrat mai una temperatura negativa.
A la resta del litoral, el nombre de dies de glaçada és molt variable, però en general ha estat prop de 5 dies al delta de l'Ebre i entre 5 i 15 dies a la resta del litoral central i sud. En canvi, a l'àrea de la Costa Brava les estacions més properes al litoral han enregistrat entre 25 i 50 dies de glaçada, tot i que a l'àrea del cap de Creus, on el vent bufa més sovint, hi ha glaçat menys de 15 dies en tot l'any. Pel que fa a l'interior i al prelitoral, el nombre de dies de glaçada ha estat clarament superior a les fondalades que no pas a les zones elevades, a conseqüència de la inversió tèrmica nocturna, típica de les nits amb vent en calma i cel serè. Així, s'han enregistrat entre 75 i poc més de 100 dies de glaçada a molts punts del pla de Lleida, del Pla de Bages o de la plana de Vic, així com a les fondalades del prelitoral nord. En canvi, ha glaçat menys de 50 dies a moltes zones enlairades de la Catalunya Central o de l'altiplà Central.
Com és lògic, el nombre més gran de dies de glaçada s'ha produït a l'alta muntanya pirinenca, on ha glaçat entre 150 i 200 dies a les estacions situades entre 2.000 i 2.500 m d'altitud. Fora de l'alta muntanya, el nombre de dies de glaçada ha estat molt variable, segons la vall. Per exemple, ha glaçat poc menys de 100 dies a les estacions de la XEMA ubicades a Viella (la Val d'Aran), Sort (el Pallars Jussà) o la Seu d'Urgell (l'Alt Urgell), mentre que ho ha fet fins a més de 125 dies en algunes estacions del vessant sud i del Prepirineu situades a fons de vall. Per exemple, s'han enregistrat fins a 142 dies de glaçada al Pont de Suert (l'Alta Ribagorça). A l'EMA de Das, ubicada al bell mig de la Cerdanya, on les nits són especialment fredes, hi ha hagut 171 dies de glaçada durant el 2012, superant el nombre de dies de glaçada de les estacions situades per sobre dels 2.000 metres de la mateixa comarca.

### Episodis de calor
Pel que fa als valors més alts de temperatura assolits durant l'any 2012, cal assenyalar els diversos episodis que es van produir des de mitjans de juliol i fins a la fi d'agost, a més a més d'una primera calorada important entre el 25 i el 30 de juny. En tots els casos, la temperatura va ser especialment elevada a les comarques de l'interior, amb registres superiors als 40 °C en alguns casos, mentre que prop de la costa la temperatura màxima es mantenia en general prop dels 30 °C a conseqüència de la marinada.
Entre els episodis que han provocat temperatures més elevades durant l'any 2012, cal remarcar molt especialment la intensa calorada que es va produir entre els dies 9 i 11 d'agost i l'onada de calor que va afectar tot el país del 17 al 23 del mateix mes. Considerant que des de mitjans de juliol es van succeir diversos episodis de temperatura elevada, sobretot durant el mes d'agost, cal anar fins al juliol de 2006 o l'agost de 2003, segons la zona, per trobar unes setmanes tan caloroses a Catalunya.
Pel que fa a l'onada de calor del 17 al 23 d'agost, la més important de l'any a Catalunya i a bona part de l'Europa occidental, el més remarcable va ser la seva persistència. Tot i que l'episodi del 9 a l'11 d'agost la massa d'aire va arribar a ser fins i tot més càlida al nivell de 850 hPa, la seva durada va ser de només 3 dies, mentre que la de mitjans d'agost es va allargar durant una setmana.
A banda del fet que la temperatura màxima dels dies 20 i 21 d'agost va superar els 40 °C en alguns punts de l'interior, fins i tot del prelitoral, cal assenyalar que el 18 d'agost va ser un dia extraordinàriament càlid a l'alta muntanya, ja que la temperatura màxima va ser la més alta de la sèrie a totes les estacions situades per damunt dels 1.800 metres d'altitud al Pirineu occidental i central (de la Val d'Aran a la Cerdanya). En aquesta zona va ser el dia més càlid almenys dels darrers 15 anys, que són els anys de la sèrie més llarga d'aquesta zona, a l'estació de la Bonaigua. En general, va ser l'onada de calor més important dels últims 6 anys a Catalunya, tenint en compte la intensitat, extensió i persistència.
L'elevada temperatura ambiental va afavorir la pujada de la temperatura de l'aigua del mar, fins al punt que a l'Estartit, a una milla de les illes Medes, es va enregistrar la temperatura superficial més alta dels darrers 40 anys, 26,1 °C. El rècord fins ara datava de l'agost de 1994 i era de 26 °C.
En tots els casos es tracta d'estacions situades al Pirineu, interior i alguns punts del prelitoral, ja que prop de la costa la marinada va mantenir la temperatura diürna relativament baixa arran de mar al llarg dels diversos episodis, amb temperatures màximes properes als 30 °C i amb una humitat relativa elevada. Només en alguns sectors del litoral Central i de la Costa Brava es van enregistrar puntualment temperatures màximes properes als 35 °C.
Així, un 90% de les 169 estacions de la XEMA van enregistrar la temperatura màxima absoluta de l'any al llarg del mes d'agost. Concretament, un 3% el dia 1 (estacions situades al prelitoral), un 22% entre els dies 10 i 11 (sobretot a les estacions de les comarques de ponent), un 62% entre els dies 17 i 23 (estacions d'arreu del país) i encara un 4% la van assolir el dia 25. En aquest últim cas es tracta d'estacions dels dos extrems del litoral. Tot i que la massa d'aire més càlid ja s'havia anat enretirant, l'absència de marinada i el fet que aquesta fos substituïda per vent del nord i nord-oest, que arribava reescalfat prop de la costa, va permetre que s'assolís una temperatura més alta que durant els dies anteriors en alguns trams del litoral.
Pel que fa al 10% d'estacions que van assolir la màxima en altres moments de l'estiu diferents de l'agost, cal esmentar diversos dies o episodis:
1. Coincidint amb l'arribada de l'estiu astronòmic, el 21 de juny es va produir una pujada remarcable de la temperatura a les comarques del litoral i prelitoral. Tot i que la temperatura a les capes baixes de la troposfera no era excepcionalment càlida, el vent de ponent va provocar que s'assolissin valors superiors als 35 °C a molts sectors del prelitoral, des del Gironès fins al Baix Ebre i, fins i tot, en alguns sectors arran de mar, especialment a la Costa Daurada. Un 5% de les estacions, totes les dels sectors esmentats, van enregistrar aquell dia la temperatura màxima de l'any.[1]
2. Durant la calorada del 25 al 30 de juny no es van assolir registres excepcionals, però dues estacions de la XEMA (un 1% del total), van assolir la temperatura més alta de l'any.[1]
3. Els dies 17 i 18 de juliol es van enregistrar els valors més alts del 2012 a un 2% d'estacions de la XEMA, ubicades al litoral i prelitoral.[1]
4. Dues estacions properes al litoral (Begues – PN del Garraf i el Montmell, al Baix Llobregat i al Baix Penedès, respectivament) van assolir la temperatura més alta de l'any el dia 27 de juliol.[1]

### Context mundial
A escala planetària, l'any 2012 ha estat el novè més càlid des del 1850, quan s'inicien els registres
instrumentals, segons dades de l'Organització Meteorològica Mundial (WMO). L'anomalia de temperatura
d'aquest 2012 ha estat de +0,45 respecte de la mitjana del període 1961-1990. L'any més càlid
enregistrat a escala global va ser el 2010, quan l'anomalia va ser de +0,5 °C. Cal assenyalar que el 16 de
setembre l'extensió de gel àrtic va assolir un mínim molt rellevant el 16 de setembre, ja que la superfície
coberta per gel va ser un 49% inferior a la mitjana dels mínims anuals pel període 1979-2000. Aquesta
dada va suposar un nou rècord des que es va iniciar l'observació a través de satèl·lits, ja que va ser
un registre un 18% inferior al del 18 de setembre de 2007, que fins ara era el rècord històric.
Per la seva banda, la nord-americana NOAA (National Oceanic and Atmospheric Administration) ha
qualificat l'any 2012 el desè any més càlid a escala planetària d'una sèrie iniciada l'any 1880, amb una
anomalia de temperatura de +0,57 °C per sobre de la mitjana del segle xx. És el 36è any consecutiu en
què la temperatura mitjana planetària supera la mitjana climàtica del segle xx.
Pel que fa a la distribució de les anomalies de temperatura al conjunt del planeta durant aquest 2012, ha
estat un any especialment càlid a l'hemisferi nord. Dins d'aquest hemisferi, tal com és habitual, les
anomalies positives més importants s'han enregistrat a les zones continentals, especialment a Amèrica
del Nord, l'Europa de l'est i el nord d'Àsia.

## Precipitació
Pel que fa a la precipitació, el 2012 ha estat un any sec a pràcticament tot el país, especialment a les
comarques del nord-est, al Prepirineu occidental, a l'extrem oriental del delta de l'Ebre i en alguns punts
de la Catalunya central i del litoral i prelitoral central. En canvi, la precipitació acumulada ha resultat
propera a la mitjana climàtica a l'extrem occidental de les comarques de ponent, al massís del Port, al nord del Baix Camp, al massís del Garraf, al centre del Berguedà i a les parts més altes del Pirineu
occidental. Dins d'aquest últim sector, l'any 2012 ha resultat fins i tot plujós a l'extrem nord del Pallars Sobirà.
Les quantitats de precipitació que s'han acumulat al llarg del 2012 mostren la gran variabilitat de la
pluviometria a Catalunya. Com és habitual, les més escasses corresponen a les comarques de ponent,
especialment en alguns punts del pla de Lleida i a l'extrem occidental de la Ribera d'Ebre, on s'han
acumulat menys de 300 mm. A banda, la precipitació també ha estat molt escassa, inferior als 400 mm, en punts del Bages, de l'Alt Camp, del Vallès Occidental, a la part més oriental del delta de l'Ebre i a la
desembocadura de la Tordera.
A l'altre extrem, la precipitació acumulada al llarg de l'any ha superat els 1.000 mm a les parts més altes
del Pirineu occidental i a la capçalera del Ter, amb registres màxims de fins a més de 1.400 mm a les
zones més altes del Pallars Sobirà. Fora de l'àmbit de l'alta muntanya pirinenca, només s'han superat els
800 mm en algunes valls de la mateixa serralada, com ara a la Val d'Aran, així com en punts del
Berguedà i al massís del Port, a l'extrem sud del Principat.
En alguns dels sectors típicament més plujosos del país, com ara gran part del Ripollès, la Garrotxa o el
massís del Montseny, la precipitació acumulada s'ha situat entre els 600 i els 800 mm, i és clarament
inferior a l'habitual. En aquestes zones, els registres del 2012 contrasten fortament amb els de l'any
anterior, ja que en alguns casos el 2011 va arribar a ploure el doble que el 2012.
Pel que fa a la mitjana climàtica, els dèficits pluviomètrics més importants (amb una precipitació
acumulada que s'ha situat entre el 50 i el 70% de la mitjana climàtica) corresponen a molts sectors del
nord-est del país, així com al Prepirineu occidental, a l'extrem oriental del delta de l'Ebre i en alguns
sectors de la Catalunya Central i del litoral i prelitoral central.
D'altra banda, la precipitació acumulada ha resultat propera a la mitjana climàtica a l'extrem occidental
de les comarques de ponent, al Baix Camp, al massís del Garraf, al centre del Berguedà i a les parts més
altes del Pirineu occidental. Dins d'aquest últim sector, l'any 2012 ha resultat fins i tot plujós (s'hi ha
enregistrat més d'un 110% de la mitjana climàtica) a l'extrem nord del Pallars Sobirà.
Pel que fa a distribució de la precipitació al llarg de l'any, només el novembre va ser plujós arreu del país,
mentre que l'abril també va ser-ho a la majoria de comarques. D'altra banda, els mesos de gener, febrer, maig, juny, agost, novembre i desembre van ser secs o molt secs en conjunt.
Finalment, en relació amb l'excepcionalitat de la precipitació recollida al llarg de l'any 2012, cal remarcar
que a gran part del país són encara força recents els anys en què la precipitació havia estat inferior. Segons la zona, serien els anys 2011, 2009, 2007 o 2006. De totes maneres, en alguns sectors de
comarques com la Garrotxa, el Pla de l'Estany o Osona, així com en punts del Bages, del Baix Llobregat, del Vallès Occidental o del massís del Montseny cal retrocedir més de 10 anys o fins i tot algunes dècades
per trobar anys més secs que el 2012.
Cal subratllar el cas de Banyoles (el Pla de l'Estany), on l'estació de la XEMA ha recollit 519,1 mm al llarg
del 2012. La precipitació anual d'aquest municipi no era tan baixa d'ençà de l'any 1973, quan va ser de
442 mm.

### Precipitacions destacades
En comparació amb anys anteriors, el nombre d'estacions que han arribat a superar els 100 mm en 24
hores és escàs, ja que només 9 de les 168 estacions de la XEMA han superat aquest llindar (un 5%).
D'una banda, són estacions d'alta muntanya del Pirineu, on es van arribar a superar els 100 mm en un
sol dia tant a mitjans de març com a mitjans d'octubre. De l'altra, durant els mateixos episodis també es
van acumular més de 100 mm en 24 hores en punts litoral i prelitoral, afegint en aquest cas el dia 17 de
novembre, quan la precipitació va ser especialment abundant al Baix Ebre i al Montsià.
A banda de les estacions on la precipitació màxima diària de l'any ha estat més elevada, en general s'han
arribat a superar els 50 mm en 24 hores almenys en una ocasió a bona part del litoral i prelitoral, així
com a molts sectors del Pirineu, Prepirineu i punts aïllats de la depressió central. De totes maneres, a
bona part de l'interior i en algunes valls del Pirineu la precipitació màxima en un sol dia es va situar entre
els 25 i els 50 mm. Finalment, l'estació de la XEMA on la precipitació diària més important de l'any ha
estat més escassa és la de la Pobla de Segur (el Pallars Jussà), amb 22,9 mm el 27 de juliol.

### Intensitat
Pel que fa a les intensitats de precipitació més elevades, la taula 13 mostra les estacions de la XEMA que
durant l'any 2012 van enregistrar una precipitació màxima superior a 4 mm en 1 minut. Aquestes intensitats
tan elevades s'enregistren sovint durant xàfecs tempestuosos localitzats que no necessàriament
coincideixen amb els episodis que provoquen les precipitacions més abundants, esmentades en l'apartat
anterior. Les dates en què es van assolir aquestes intensitats tan elevades corresponen a l'estiu i principis
de la tardor, que és l'època de l'any en què, juntament amb la primavera, les tempestes solen ser més
intenses a Catalunya.

### Gruix de neu
L'any 2012 va començar amb gruixos de més de 50 cm a l'extrem nord del Pallars Sobirà, mentre que a la resta del Pirineu el gruix era inferior o, fins i tot, inexistent en alguns sectors del Pirineu oriental. No es van produir nevades importants fins a final de gener, quan es va iniciar una sèrie d'episodis que es va allargar fins a mitjans de febrer i que van afectar especialment el vessant nord. La neu va caure a cotes baixes de la serralada i el 16 de febrer s'havia acumulat un gruix de 48 cm a Vielha (la Val d'Aran).
Entre el 20 i el 22 de març es va produir la nevada més important de l'any al Pirineu. A les cotes altes van caure entre 50 i 100 cm de neu nova, o fins i tot més d'un metre a la capçalera del Ter. El mes següent es van produir precipitacions freqüents en forma de neu a les cotes altes, fet que va provocar que la majoria d'estacions del Pirineu Occidental assolissin el gruix màxim de l'any al llarg de l'abril. En canvi, a la Cerdanya, al Ripollès i al Prepirineu ja no es va superar el gruix de neu assolit vers el 22 de març.
La neu es va anar fonent ràpidament al llarg del mes de maig, fins al punt que a principis de juny havia desaparegut de totes les estacions d'alta muntanya de la XEMA. Tot i que a principis de juny i fins i tot de juliol va arribar a nevar testimonialment a les cotes més altes del Pirineu, la neu no va tornar a fer acte de presència fins a la fi de setembre, quan es van produir les primeres nevades de la tardor a l'alta muntanya, amb gruixos inferiors als 10 cm i amb poques hores de neu a terra.
Entre final d'octubre i de novembre es van produir algunes nevades que puntualment van caure en cotes baixes, però no es van acumular gruixos importants. Posteriorment, entre final de novembre i principi de desembre es van produir les últimes nevades destacables de l'any al Pirineu, amb gruixos de fins a més de mig metre al sector de l'Aran – Franja Nord de la Pallaresa.
Fora del Pirineu, durant l'any 2012 no s'han produït nevades importants a cotes baixes. De totes maneres, cal remarcar que entre el 2 i el 3 de febrer va nevar a molts sectors del país, sobretot a les comarques centrals i del nord-est, amb gruixos que puntualment van superar els 10 cm en punts elevats del prelitoral i de l'altiplà central. Es va veure nevar fins al nivell del mar, però a les zones més baixes la neu pràcticament no va arribar a agafar. A l'extrem sud del país, el gruix de neu màxim de l'any enregistrat a l'EMA del PN dels Ports (el Baix Ebre) va ser discret, amb 8 cm assolits el 29 de novembre.

## Anàlisi mensual

### Gener
El mes de gener del 2012 va ser càlid a gran part del país, a excepció del tram mitjà del riu Segre, la plana de Lleida, la Catalunya Central, fondalades del Pirineu i Prepirineu i molts sectors del quadrant nord-est, on el mes va ser normal o fred. El mes fou majoritàriament anticiclònic, amb inversió tèrmica i boires que van
arribar a ser gebradores a les comarques de ponent.
Pluviomètricament, el gener va ser sec o molt sec a gran part del país, a excepció del delta de l'Ebre i el massís del Port, on va ser normal o, fins i tot, plujós. L'episodi més rellevant va ser la precipitació que va afectar el litoral i prelitoral els dies 16 i 17, quan es van acumular fins a 50 mm a l'extrem sud. D'altra banda, entre el 27 i el 29 de gener es va produir una nevada important al Pirineu, especialment al vessant nord, amb gruixos de més de 50 cm de neu nova en aquest sector.

### Febrer
El mes de febrer del 2012 va ser fred a gran part del país i, fins i tot, molt fred a àmplies zones del Pirineu,
de la plana de Lleida, la Catalunya Central, la serralada Prelitoral i el litoral Central i Nord. Cal remarcar les
parts més elevades de la Val d'Aran, on la temperatura mitjana va ser fins a 5 °C inferior a la mitjana
climàtica. Durant la primera quinzena del mes una important onada d'aire fred va afectar tot el país, amb
glaçades generalitzades, vent fort i algunes nevades dèbils a cotes baixes. A les zones de muntanya no
s'havien enregistrat temperatures tan baixes des del gener de 1985. D'altra banda, tot i el caràcter fred del
mes, cal remarcar la pujada de temperatura del dia 26, quan es van superar els 20 °C a bona part del país.
Pluviomètricament, el febrer va ser sec o molt sec a gran part del país, a excepció de zones elevades de la
Val d'Aran i l'extrem nord del Pallars Sobirà, on les nevades abundants de la primera quinzena van fer quem la precipitació mensual fos propera a la mitjana climàtica.

### Març
El mes de març del 2012 va ser normal o càlid a gran part del país. Les anomalies positives més rellevants
es van enregistrar a les parts més elevades del Prepirineu i de la serralada Prelitoral, fruit de la inversió
tèrmica que va caracteritzar algunes fases del mes. El dia 30 va ser especialment càlid, amb una
temperatura màxima superior als 25 °C a molts sectors del litoral i prelitoral.
D'altra banda, el març va estar marcat per una alta irregularitat pluviomètrica, ja que va ser un mes plujós
o molt plujós al vessant sud del Pirineu, a la Catalunya Central, a punts de la vall de l'Ebre i a les muntanyes de Prades, mentre que va ser molt sec a punts de l'altiplà Central. A la resta del país va resultar
normal o sec. Cal assenyalar molt especialment l'episodi de precipitació que es va produir entre el 20 i el 22
de març, quan es van arribar a acumular més de 100 mm en alguns sectors del Pirineu i zones elevades del
prelitoral. Aquest episodi va significar la nevada més important de l'any a molts sectors del Pirineu, ja que
es van acumular entre 50 i 100 cm de neu nova a les cotes altes de la serralada.

### Abril
El mes d'abril de 2012 va ser fred a gran part del país. Les anomalies negatives més rellevants es van
enregistrar a les parts més elevades del Prepirineu i del Pirineu. En canvi, va ser un mes lleugerament càlid a les àrees urbanes de Barcelona i Tarragona, així com en alguns punts de la vall de l'Ebre. Cal subratllar la
baixada de la temperatura que es va produir entre els dies 15 i 17, que va provocar glaçades tardanes a
molts sectors de l'interior i fins i tot del prelitoral durant la matinada del dia 17.
L'abril va estar marcat per una alta irregularitat pluviomètrica. Va resultar un mes molt plujós a l'extrem
nord-occidental del país i a punts del litoral Central i Sud. En canvi, va ser sec a les comarques de la
Garrotxa, del Pla de l'Estany i del Montsià, així com en amplis sectors de l'Empordà i la Selva. Pel que fa als
episodis més remarcables, cal assenyalar que el 15 i 16 d'abril va caure una nevada important a tot el
Pirineu, fins i tot a les cotes baixes. D'altra banda, la depressió atlàntica que va afectar Catalunya del 27 al
30 va provocar precipitacions de fins a 100 mm al vessant sud del Pirineu.

### Maig
El maig de 2012 va ser càlid a gran part del país. Les anomalies positives més rellevants es van enregistrar
al pla de Lleida, a la Terra Alta, a la conca de Tremp, al massís del Montseny i a punts de la Ribera d'Ebre.
Cal remarcar la calorada que es va produir entre els dies 11 i 13, quan es van superar els 30 °C a les
comarques de l'interior i prelitoral, amb registres de 35 a 38 °C el dia 12 a l'interior de les Terres de l'Ebre i
punts del pla de Lleida.
Pel que fa a la pluviometria, el maig va ser sec a gran part del territori i, fins i tot, molt sec a l'extrem sud
de Catalunya i a algunes zones de l'altiplà central. En canvi, a la comarca del Berguedà, al litoral de l'Alt
Empordà i a punts de la serralada Transversal el mes va ser plujós.

### Juny
El mes de juny va ser càlid a gran part del país, fins i tot molt càlid al Prepirineu central, al massís del
Montseny, a àmplies zones de la Terra Alta i a punts de l'altiplà Central i del prelitoral Central. Cal
assenyalar la temperatura màxima del 21 de juny, quan el vent de ponent va provocar registres de fins a
més de 35 °C en punts del litoral i prelitoral. D'altra banda, la temperatura màxima va fregar els 40 °C al
pla de Lleida i punts de la vall de l'Ebre durant la calorada que va afectar tot el país del 25 al 30 de juny.
Pel que fa a la precipitació, el juny va ser sec o molt sec a gran part del territori, especialment al litoral,
l'altiplà Central, la Catalunya Central i el Prepirineu i Pirineu oriental. En canvi, va ser un mes normal o
plujós al vessant sud del Pirineu occidental.

### Juliol
El mes de juliol del 2012 va ser termomètricament normal o fred a Catalunya. Les anomalies negatives més
rellevants es van produir al Pirineu occidental, al sud de la Costa Brava i a molts punts del pla de Lleida.
Més enllà d'alguns dies de calor intensa, no pas excepcional, cal remarcar que la temperatura mínima dels
dies 23 i 24 de juliol va ser propera als 10 °C a molts sectors del nord-est, uns valors molt baixos en un
mes de juliol.
La irregularitat va ser el tret més significat de la pluviometria del mes. D'aquesta manera, va ser un mes
molt plujós a àmplies zones del pla de Lleida, l'altiplà Central i l'extrem sud del Principat, mentre que va ser
molt sec al Pirineu i Prepirineu oriental. Cal remarcar les tempestes que van afectar molt indrets del país la
tarda del 5 de juliol, amb una forta pedregada a molts sectors de ponent, on es van observar pedres de
més de 5 cm de diàmetre.

### Agost
El mes d'agost del 2012 va ser càlid a Catalunya, fins i tot molt càlid al Pirineu, Prepirineu i punts de l'altiplà
Central, litoral i prelitoral Central. En general, va ser un dels mesos més càlids de les últimes dècades, per
darrere de l'agost del 2003 i del juliol del 2006. La temperatura màxima va superar els 40 °C durant les
calorades del dia 1 i del 9 a l'11, així com durant l'onada de calor del 17 al 23, la més important de l'any a
Catalunya. El 18 d'agost va ser el dia més càlid almenys dels últims 15 anys a l'alta muntanya pirinenca.
Pluviomètricament va ser un mes sec a gran part de Catalunya i molt sec al Maresme, el sud de la Costa
Brava, les Terres de l'Ebre i àmplies zones de la depressió Central, així com a punts de la serra del Montsec
i de les comarques de l'Alt Urgell i el Tarragonès. En canvi, va ser normal a zones del prelitoral Central, la
Garrotxa i el Baix Penedès, i plujós a punts del Segrià.

### Setembre
El mes de setembre del 2012 va ser termomètricament normal a bona part del país, a excepció d'àmplies
zones del litoral i algun punt de la Catalunya Central, on va resultar càlid. En canvi, al Pirineu i a punts de la
depressió Central el mes va ser fred.
La distribució de la precipitació va ser molt irregular, ja que va resultar un mes plujós o molt plujós al
Pirineu oriental, Prepirineu, a la Costa Brava i punts del litoral Central i del Segrià, mentre que va ser sec a
la depressió Central, les Terres de l'Ebre, àmplies zones del Pirineu central i occidental, a la serralada
Prelitoral, a la comarca del Maresme i al nord del cap de Creus, fins i tot molt sec a la conca de Tremp.
Entre els diversos episodis de precipitació que es van produir al llarg del mes, cal assenyalar la pluja del dia
29, que va ser especialment extensa i homogènia. En el conjunt del país, va ser el dia més plujós des del 12
de març de 2011.

### Octubre
L'octubre va ser termomètricament normal o càlid en general, amb l'excepció del Pirineu, on el mes va ser
normal o fred. Cal remarcar que entre els dies 7 i 9 es van superar els 30 °C de temperatura màxima al sud
del litoral i prelitoral, així com al pla de Lleida. D'altra banda, entre els dies 27 i 30 es va produir una
important invasió d'aire fred, amb vent fort i posteriors glaçades a gran part de l'interior i punts del
prelitoral.
Pel que fa a la precipitació, l'octubre va ser plujós a Catalunya, fins i tot molt plujós al litoral i Prelitoral
central i sud i a molts sectors de les comarques de ponent i del Pirineu occidental. En canvi, va ser normal
al sud del delta de l'Ebre i punts del Prepirineu. Entre els diversos episodis de precipitació cal esmentar el
que es va produir entre els dies 18 i 22, amb pluja generalitzada, fins a més de 200 mm en punts del
Pirineu occidental i al massís del Port. D'altra banda, el dia 25 van caure fins a més de 150 mm en punts del
Baix Camp.

### Novembre
El novembre de 2012 va ser càlid al conjunt del país, a excepció de la vall de l'Ebre i la zona a cavall de les
comarques de l'Alta Ribagorça, el Pallars Sobirà i la Val d'Aran, on el mes va ser normal.
La irregularitat pluviomètrica va ser el caràcter principal del novembre. D'aquesta manera, el mes va ser
plujós o molt plujós a la vall de l'Ebre, normal a l'Alta Ribagorça, al Pallars Sobirà i la vall Fosca i sec a la
resta del territori. Al Litoral i Prelitoral central el mes va ser fins i tot molt sec. L'episodi més important del
mes es va produir entre els dies 16 i 18, quan es van acumular més de 100 mm en alguns sectors del Baix
Ebre i del Montsià. D'altra banda, entre els dies 25 i 28 es van produir nevades al Pirineu, amb gruixos de
neu de fins a 40 cm en alguns casos. Fora del Pirineu, la neu també va agafar, tot i que amb gruixos molt
inferiors, a les parts més altes del Prelitoral.

### Desembre
El desembre de 2012 va resultar càlid al conjunt del país, llevat de les valls del Pirineu i Prepirineu, la Costa
Brava i fondalades de la Catalunya Central, on el mes va ser normal. Cal remarcar que entre els dies 23 i 25
una dorsal anticiclònica va provocar un augment remarcable de la temperatura, especialment als sectors
elevats del país, amb una inversió tèrmica que va ser molt marcada. Es van arribar a superar els 20 °C de
temperatura màxima a diversos sectors del Prelitoral, zones elevades de l'interior i fins i tot algunes valls del
Pirineu i del Prepirineu.
Pel que fa a la precipitació, en general va ser un mes molt sec, tret del quadrant nord-oest, on el desembre
va ser sec o, fins i tot, normal a punts del vessant nord del Pirineu.